# Lliga surinamesa de futbol
La lliga surinamesa de futbol és la màxima competició de Surinam de futbol. És organitzada per la Surinaamse Voetbal Bond. Fou creada el 1924.

## Història
El futbol va ser introduït al Surinam a finals de 1909 (prèviament, el 1895, s'havia fundat un club anomenat Wilhelmina però no reeixí) i aviat molts partits amistosos van començar a jugar-se entre diversos clubs fundats a Paramaribo els anys següents.
La primera competició s'organitzà el setembre de 1911 organitzada per la Vereeniging van Nationale Feesten, amb tres participants, guanyada per Juliana, que va repetir el seu triomf un any després. El 14 d'abril de 1914 es va fundar la S.V.B. (Surinaamsche Voetbal Bond); i inicià una competició de lliga el desembre de 1914 (abandonada al cap d'un mes a causa de la sortida forçada de la majoria dels membres dels dos clubs militars participants). Va organitzar dos partits, l'agost de 1915, contra un equip representatiu de Georgetown (Guaiana Britànica) i es va dissoldre el 1917.
El desembre de 1918 es va fundar la S.S.B. (Surinaamsche Sport Bond), que va iniciar una lliga de quatre equips (amb U.D.I., Go Ahead, Excelsior i Paramaribo) el gener de 1919, per preparar els jugadors per a un partit contra la Guaiana Britànica; tanmateix, la lliga es va abandonar a la mitja temporada quan es va cancel·lar la visita de la colònia veïna. Més tard aquell mateix any, la Commissie van Nationale Feesten va organitzar un torneig per eliminatòries amb motiu de l'aniversari de Guillemina I dels Països Baixos, guanyat per Blauw-Wit.
L'1 d'octubre de 1920, una nova organització anomenada S.V.B. (Surinaamsche Voetbalbond) es va fundar. Va iniciar una competició de lliga la primavera de 1921, en què van participar sis clubs (Blauw-Wit, Excelsior, Olympia, U.D.I., Voorwaarts i Zwaluw), però es va aturar després de quatre partits a causa de problemes econòmics. A la tardor de 1921 es va fer un nou intent per part dels mateixos sis clubs, però aquesta competició també va finalitzar prematurament, per les mateixes raons, i la junta de la S.V.B. va dimitir el desembre de 1921. Després d'aquest doble fracàs, es van completar dues competicions de lliga sota la supervisió del R.K.S.C. (Roomsch Katholiek Sport Comité) el 1922 (amb motiu de les festes per l'aniversari de la reina; on només van participar tres clubs i va durar només una setmana) i el 1923 (amb sis clubs), tots dos guanyats per Olympia. En no ser organitzades per la S.V.B., no es consideren títols oficials.
Una renascuda S.V.B. finalment va completar una competició de lliga la temporada 1923/24. Olympia va guanyar el seu tercer títol successiu, però va decidir unir-se a una nova federació, la K.V.B. (Katholieke Voetbalbond), fundada el 10 d'agost de 1924. El club Transvaal ascendí a primera categoria i guanyà el campionat de la S.V.B. el 1925. La K.V.B. fou rebatejada N.G.V.B., Nederlandsch Guyana Voetbalbond, l'1 de gener de 1930. Fins a la Segona Guerra Mundial hi va haver dues competicions al país, però només la S.V.B. va obtenir un reconeixement internacional real quan se li va concedir l'afiliació al F.I.F.A. el 17 de maig de 1929. Per la seva banda, la N.G.V.B. disputava amb la Federació de la Guaiana Britànica (Demerara) la Walcott Cup (1925-1938) i la Amo Amateur Cup (1929-1948).
El febrer de 1932 es va fundar una tercera federació de futbol a Paramaribo, la U.V.V. (Unie van Voetbal Vereenigingen) amb clubs com Ajax i Blauw-Wit-Excelsior i va organitzar una competició de lliga el 1932/33 guanyada per l'Ajax. La U.V.V. es va dissoldre l'agost de 1934.
Durant la Segona Guerra Mundial el futbol es va interrompre; el 1942 la M.V.O. (Militaire Voetbal Organisatie) va assumir temporalment les tasques de la S.V.B., però va organitzar una competició només amb equips militars, la Koningin Wilhelminabeker. El 1944, M.V.O. i S.V.B. es van fusionar. Per la serva banda, la N.G.V.B. s'havia dissolt a l'inici de la guerra i alguns dels seus clubs membres van entrar a la S.V.B. Es va refundar el juliol de 1947, però el 1955 s'integrà definitivament en la S.V.B. amb el nou nom Nieuwe Generatie Voetbalbond.
Entre 1970 i 1976 (any de la independència) se li concedí el títol de reial ("Koninklĳke").
Llista de organitzacions:
- 1911-1912: Vereeniging van Nationale Feesten / V.N.F.
- 1914-1917: Surinaamsche Voetbal Bond / S.V.B.
- 1918-1919: Surinaamsche Sport Bond / S.S.B.
- 1920-1921: Surinaamsche Voetbalbond / S.V.B.
- 1922-1923: Roomsch Katholiek Sport Comité / R.K.S.C.
- 1923-1970: Surinaamsche Voetbalbond / S.V.B.
- 1924-1930: Katholieke Voetbalbond / K.V.B.
- 1930-1955: Nederlandsch Guyana Voetbalbond / N.G.V.B.
- 1932-1934: Unie van Voetbal Vereenigingen / U.V.V.
- 1942-1944: Militaire Voetbal Organisatie / M.V.O.
- 1971-1976: Koninklĳke Surinaamsche Voetbalbond / K.S.V.B.
- 1976-avui: Surinaamsche Voetbalbond / S.V.B.

## Historial
Font:
- 1922:  RKVV Olympia (1)
- 1923:  RKVV Olympia (2)
- 1924:  RKVV Olympia (3)
- 1925:  SV Transvaal (1)
- 1926:  VV Ajax (1)
- 1927: no es disputà
- 1928:  VV Ajax (2)
- 1929: desconegut
- 1930-31:  Excelsior/Blauw Wit (1)
- 1932:  VV Cicerone (1)
- 1933:  VV Cicerone (2)
- 1934:  VV Cicerone (3)
- 1935:  VV Cicerone (4)
- 1936:  SV Voorwaarts (1)
- 1937:  SV Transvaal (2)
- 1938: no es disputà
- 1939-40:  SV Arsenal (1)
- 1940-41:  SV Voorwaarts (2)
- 1941-42: no finalitzà
- 1942-45: no es disputà
- 1946:  MVV (1)
- 1947-50:  MVV (2)
- 1950-51:  SV Transvaal (3)
- 1952:  SV Voorwaarts (3)
- 1953:  SV Robinhood (1)
- 1954:  SV Robinhood (2)
- 1955:  SV Robinhood (3)
- 1956:  SV Robinhood (4)
- 1957:  SV Voorwaarts (4)
- 1958: no atorgat
- 1959:  SV Robinhood (5)
- 1960: campionat anul·lat
- 1961:  SV Leo Victor (1)
- 1962:  SV Transvaal (4)
- 1963:  SV Leo Victor (2)
- 1964:  SV Robinhood (6)
- 1965:  SV Transvaal (5)
- 1966:  SV Transvaal (6)
- 1967:  SV Transvaal (7)
- 1968:  SV Transvaal (8)
- 1969:  SV Transvaal (9)
- 1970:  SV Transvaal (10)
- 1971:  SV Robinhood (7)
- 1972: no es disputà
- 1973-74:  SV Transvaal (11)
- 1974:  SV Transvaal (12)
- 1975-76:  SV Robinhood (8)
- 1976-77:  SV Robinhood (9)
- 1977-78:  SV Voorwaarts (5)
- 1978:  SV Leo Victor (3)
- 1979-80:  SV Robinhood (10)
- 1980-81:  SV Robinhood (11)
- 1981-82:  SV Robinhood (12)
- 1982-83:  SV Leo Victor (4)
- 1983-84:  SV Robinhood (13)
- 1984-85:  SV Robinhood (14)
- 1985-86:  SV Robinhood (15)
- 1986-87:  SV Robinhood (16)
- 1987-88:  SV Robinhood (17)
- 1988-89:  SV Robinhood (18)
- 1989-90:  SV Robinhood (19)
- 1990-91:  SV Transvaal (13)
- 1991-92:  SV Transvaal (14)
- 1992-93:  SV Leo Victor (5)
- 1993-94:  SV Robinhood (20)
- 1994-95:  SV Robinhood (21)
- 1995-96:  SV Transvaal (15)
- 1997:  SV Transvaal (16)
- 1998-99:  SNL (3)
- 1999-00:  SV Transvaal (17)
- 2000-01: no es disputà
- 2001-02:  SV Voorwaarts (6)
- 2002-03:  FCS Nacional (1)
- 2003-04:  SV WBC (1)
- 2004-05:  SV Robinhood (22)
- 2005-06:  SV WBC (2)
- 2006-07:  Inter Moengotapoe (1)
- 2007-08:  Inter Moengotapoe (2)
- 2008-09:  SV WBC (3)
- 2009-10:  Inter Moengotapoe (3)
- 2010-11:  Inter Moengotapoe (4)
- 2011-12:  SV Robinhood (23)
- 2012-13:  Inter Moengotapoe (5)
- 2013-14:  Inter Moengotapoe (6)
- 2014-15:  Inter Moengotapoe (7)
- 2015-16:  Inter Moengotapoe (8)
- 2016-17:  Inter Moengotapoe (9)
- 2017-18:  SV Robinhood (24)
- 2018-19:  Inter Moengotapoe (10)
- 2019-20: campionat cancel·lat
- 2020-21: no es disputà
- 2022:  SV Robinhood (25)
- 2023:  SV Robinhood (26)